# Distrito de Las Pirias
El distrito de Las Pirias es uno de los doce que conforman la provincia de Jaén en el departamento de Cajamarca, en el Norte del Perú.  Limita por el Norte con el distrito de Huabal; por el Sur con el distrito de Jaén; por el Este con el distrito de Bellavista; y por el oeste con el distrito de Jaén.
Desde el punto de vista jerárquico de la Iglesia católica forma parte del Vicariato Apostólico de San Francisco Javier, también conocido como Vicariato Apostólico de Jaén en el Perú.

## Historia
El distrito de Las Pirias fue creado por Ley N° 24054 el 4 de enero de 1985, en el segundo gobierno del Presidente Fernando Belaúnde Terry, dejando de pertenecer desde ese entonces al distrito de Jaén.

## Geografía
Comprende un territorio denominado ceja de selva, cuenta con un centro poblado y 21 caseríos. El distrito cuenta con una superficie de 60.41 km², que representa el 4,5 % del territorio de la provincia de Jaén. La capital distrital se ubica a 1 625 m s. n. m. y presenta un clima templado durante casi todo el año con lluvias pronunciadas durante los meses de enero a abril. Tiene una presencia de vientos fríos en los meses de junio y julio. Está conformado por 36 centros poblados.

### Fisiografía
Todo el territorio del distrito de Las Pirias, es accidentado.

### Recursos hídricos
Las Pirias cuenta con las siguientes quebradas: 
- - Quebrada Esmeralda - Río Bravo
- - Quebrada Tumbillán
- - Quebrada Huarrayo
- - Quebrada Portachuelo

Estas sirven como límites naturales con los distritos vecinos, pero son de un caudal mínimo y a la vez no constituyen elementos para aprovecharse para riego y/o energía.

### Cerros
Los cerros más conocidos son:
- Las Cochas.
- Las Naranjas.
- La Pelota. 

### Recursos naturales
El distrito cuenta con una abundante y variada flora y fauna debido a su clima, suelo y otros aspectos geográficos, destacando bosques, matorrales y pastizales. El recurso hídrico es muy limitado, puesto que las quebradas con las que cuenta son de poco caudal y están ubicados en la parte baja de la zona productiva. Por ello sus terrenos agrícolas son al secano, porque cíclicamente existen problemas de la parte productiva agropecuaria.

### Pisos ecológicos
En el distrito se pueden observar dos pisos ecológicos claramente definidos:
- Cuenca baja desde 500 m s. n. m. a 900 m s. n. m.
- Cuenca alta desde los 900 m s. n. m. a 1 400 m s. n. m.
En la parte alta presenta condiciones climáticas favorables para las actividades agropecuarias, precipitaciones promedio de 800 mm/año y temperatura promedio entre 18 °C y 24 °C. En la parte baja comprendida entre los 500 a 900 m s. n. m. aunque presenta casi la misma precipitación que la anterior zona, es mucho más calurosa, con una temperatura promedio anual de 25 °C.

## Clima
El clima es templado en la parte alta y ligeramente caluroso en las zonas ubicadas de las micro cuencas (quebradas menores). Las lluvias con intensidad se presentan en los meses de enero a abril y son ligeras y moderadas de junio a agosto. La temperatura oscila entre 18° a 24 °C, los pisos ecológicos se encuentran entre los 800 m s. n. m. y 1,250 m s. n. m. donde se produce en forma óptima el café que es el principal producto.

## Flora y fauna
Posee una variedad amplia de flora y fauna, debido a su diversidad de clima. En cuanto a la flora, se estima que cuenta con una variedad de plantas, de uso medicinal. Cabe señalar que el aumento de la frontera agrícola ha generado un proceso de deforestación continuo generando la desaparición de los bosques. Su territorio ha llegado al tope de sostener a mayor población y/o de ampliar la frontera agrícola. 
Entre las especies forestales que se cuentan tenemos: Achiote, Cascarilla, Catahua, Cedro, Guayacán, Higuerón, Ihuahuana, Ishpingo, Zapote, Romerillo, Michino, etc. 

## Aspecto étnico e identidad
Los pobladores de la zona, son migrantes que proceden de otras provincias y pueblos pequeños. En su mayoría trabajan en el campo, su alimentación está basada en diferentes clases de vegetales y frutas como por ejemplo: chirimoyas, paltas, naranjas, limones, huabas o pacay, mangos y variedad de plátanos que son preparado en diversas modalidades, fritos o sancochados, así también se consumen yuca y cuy. Son muy aficionados a la pelea de gallos.
Según el INEI su tasa de crecimiento 81-93 es de 5,20 y su población estimada para 1999 es de 6 947 habitantes, con una densidad poblacional de 115,0 hab/km². Dos características importantes de su población son, que 88,5% es rural y el 47,1% es menor de 15 años. 

## Autoridades

### Municipales
- 2014[2]
  - Alcalde: Julio Fernández Aguilar, del Frente Regional de Cajamarca (FRC).
  - Regidores: Segundo Pablo Toro Frías (FRC), Cristóbal Sandoval Guerrero (FRC), Segundo Pedraza Pérez (FRC), Leidy Edith Gavidia Díaz (FRC), Pedro Rojas Farro (Innovación Cajamarca).
- 2007 - 2010
  - Alcalde: Adolfo Menor Villanueva, del Partido Aprista Peruano.

### Policiales
- Comisario:    PNP

### Religiosas
- Vicariato Apostólico de Jaén[3]
  - Vicario apostólico: Mons. Gilberto Alfredo Vizcarra Mori, S.J.

## Festividades
En el mes de julio los pobladores del distrito de las Pirias  celebran su fiesta patronal en la iglesia gótica en donde concurren los fieles a rendir culto en honor a la Virgen del Carmen, para lo cual se forma anualmente una mayordomía que se encarga de preparar la festividad.

## Actividades económicas
Las principales actividades económicas que se desarrollan en el distrito son agricultura y ganadería, que llegan a ocupar al 86 % de la PEA distrital. El café es uno de sus principales cultivos (50 % del área cultivada en 1998), y es el que genera la mayor cantidad de ingresos a los agricultores.

## Comercio
El comercio se realiza fundamentalmente con la ciudad de Jaén, a la cual el distrito está unido por carretera. Sin embargo, el mal estado en que se encuentran sus vías de comunicación terrestre, hace difícil tanto el acceso y abastecimiento a los centros poblados, así como la salida de productos de la zona. Esta situación es muy crítica en época de lluvias, donde varios tramos son intransitables, generando muchas veces el aislamiento de algunos centros poblados. 